# Диэтилацетамидин
Диэтилацетамидин (англ. N,N-diethyl-acetamidnine, N,N'-diethyl-acetamidnine) — общее название для двух изомерных химических соединений,
1,1-Диэтилацетамидина и  1,2-Диэтилацетамидина. Является производным амидина, сильным органическим основанием.

## Физические свойства
1,2-Диэтилацетамидин, {\displaystyle {\ce {CH_3C(NC_2H_5)(HNC_2H_5)}}}, представляет собой жидкость, кипящую при 165—168° и растворимую в воде во всех пропорциях; подобно аммиаку осаждает гидроксиды из большинства солей. У 1,1-Диэтилацетамидина, {\displaystyle {\ce {CH_3(HN)CN(C_2H_5)_2}}}, температура кипения 123°.

## Применение
1,1-Диэтилацетамидин — возможный прекурсор химического оружия «Новичок». 28 февраля 2020 года неформальный союз стран, способствующих контролю за нераспространением химического оружия, Австралийская группа, добавил в свой список прекурсоров химического оружия 22 вещества с идентификаторами AG66 — AG87, которые могут использоваться для синтеза «Новичков». Как прекурсор с идентификатором AG74 в этом списке фигурирует N,N-диэтилацетамидин.
О его использовании в схеме синтеза Новичка писалось и ранее. Более того, этот диэтилацетамидин принципиально может синтезироваться из ацетонитрила и диэтиламина — такого типа реакция присоединения приведена в уравнении (37) в книге «Пестициды» — и диэтиламин тоже включён в список прекурсоров (как AG64). Эти сведения согласуются с данными о том, что в число прекурсоров «Новичков» входит ацетонитрил и что технологии их возможного производства сходны с употребляющимися при производстве удобрений и пестицидов.
Участвовавший в разработке «Новичков» Владимир Углев, не только подтвердил, что N,N-диэтилацетамидин является прекурсором для «Новичков», но и сообщил, что это вещество имеет сильный и неприятный мышиный запах, которым, по мнению Углева, должны обладать и сами «Новички»

## Комментарии
1. ↑  Углев, Владимир Иванович, окончил РХТУ в 1975 году, с 1975 по 1990 г. работал в Вольском филиале ГосНИИОХТ. Наряду с В. Мирзаяновым является одним из основных источников сведений о «Новичках» в открытой печати. Диссидент, преследовался за разглашение государственной тайны.